# 로스 익시토소스 펠스
《로스 익시토소스 펠스》(스페인어: Los exitosos Pells)는 2008년 방영된 아르헨티나의 텔레노벨라이다.